# 森久志
森 久志（もり ひさし、1957年5月10日 - ）は、日本の実業家である。オリンパス副社長、ITX株式会社取締役などを歴任した。

## 人物

### 経歴
1957年（昭和32年）5月10日、富山県富山市呉羽地区の梨農家に生まれる。
実兄は、2002年から2021年まで富山市長を務めた森雅志。
出身大学を記した資料はないが、一橋大学卒業生に同姓同名の「森久志」なる人物が存在する。
1981年（昭和56年）4月、オリンパス光学工業（当時）に入社。
入社後の1985年（昭和60年）8月からは、ニューヨーク大学経営大学院（現在のスターン・ビジネススクール）に留学している。
その後は同社にて経営企画本部長、CSR本部長などを経て、2007年（平成19年）4月よりコーポレートセンター長、同6月より常務執行役員を務めた。また、2005年（平成17年）6月からはオリンパスの子会社、ITX株式会社の取締役を兼務した。
2012年（平成24年）2月16日金融商品取引法違反で逮捕、家宅捜索を受ける。

### 不正会計への関与
2011年（平成23年）、オリンパス副社長執行役員、及びオリンパスグループ経営統括室長に就任したが、同年10月になるとオリンパスによる巨額損失隠し（財テクによる巨額損失の「飛ばし」行為）や不正会計などのスキャンダルが社会問題化した。
オリンパスは同月8日、この不正行為に1990年代から長く関与していた幹部として森副社長らを解任することを発表した。しかしながら森はその後も取締役の地位にはとどまっており、同月24日になって改めて前会長・前社長の菊川剛、監査役の山田秀雄とともに辞任届を提出し、取締役たる地位を喪失した（オリンパス事件）。